# 池田誠
池田 誠（いけだ まこと、1922年3月19日 - 2008年8月16日）は、日本の中国史学者。法学博士（立命館大学・論文博士・1973年）（学位論文「中国現代政治史」）。立命館大学名誉教授。専門は中国現代史。

## 経歴
1922年、佐賀県杵島郡橋下村生まれ。京都帝国大学文学研究科東洋史学を修了。
卒業後は立命館大学法学部助教授となり、同教授を務めた。1973年、学位論文『中国現代政治史』を立命館大学に提出して法学博士号を取得。1986年に立命館大学を定年退職し、名誉教授となった。

## 著作
著書
- 『中国現代政治史』法律文化社 1962
- 『孫文と中国革命 孫文とその革命運動の史的研究』法律文化社 1983

共編著
- 『東洋史・人文地理の系統的研究 新制大学入試問題と解答』共編 増進堂 1950
- 『中国史 第2』(アジア史講座 第2巻) 岩見宏共編 岩崎書店 1955
- 『世界史要図集』前川貞次郎共編 ミネルヴァ書房 1956
- 『中国革命史 太平天国から人民公社へ』儀我壮一郎・松野昭二共著 法律文化社 1965
- 『現代政治学』福井英雄、安藤次男・菊井礼次・中谷猛共著 法律文化社 1977
- 『中国工業化の歴史 近現代工業発展の歴史と現実』田尻利・山本恒人・西村成雄・奥村哲共著 法律文化社 1982
- 『抗日戦争と中国民衆 中国ナショナリズムと民主主義』編著 法律文化社 1987
- 『図説中国近現代史』安井三吉・副島昭一・西村成雄共著 法律文化社 1988
- 『20世紀中国と日本』副島昭一・倉橋正直・西村成雄共編 法律文化社 1996

翻訳
- 『五・四運動史 植民地化とのたたかい』華崗著、天野元之助・河地重造共訳 創元社 1952
- 『中国歴史概説 上巻』尚鉞主編、共訳 大月書店 1956